# Colònia de Gàmbia
La colònia de Gàmbia fou un territori britànic que va existir entre 1783 i la independència el 1965.

## Història

### Antecedents
El seu antecedent immediat fou la colònia de Senegàmbia Britànica, que es va començar a organitzar el 1758 amb una vinculació entre la colònia de Fort James i les terres ocupades de Senegal (Saint Louis) i Gorée, i fou creada formalment el 1765 per la unió de les dues entitats (excepte Gorée que havia estat retornada a França el 1763), subsistint de fet fins a l'11 de febrer de 1779 quan fou ocupada per França; el 3 de setembre de 1783 el tractat de pau va atribuir Senegal (Saint Louis i dependències) a França, i Fort James a Gran Bretanya. Tot i que Fort James, amb tota la seva zona d'influència que seguia el riu Gàmbia des de la boca fins a l'interior, retornava als britànics, aquests no ho van ocupar perquè Fort James havia estat destruït pels francesos el 1779 i la seva reconstrucció era massa cara; d'altra banda les guerres a Europa derivades de la Revolució Francesa i el govern de Napoleó impedien al govern britànic dedicar atenció a aquest racó de mon.

### Companyia de Mercaders Comerciant a l'Àfrica
El 1783 una llei del Parlament retornava Fort James i la regió del Gàmbia a la jurisdicció del Comitè de la Companyia de Mercaders Comerciant a l'Àfrica, però aquesta norma no va tenir conseqüències, ja que la companyia no va retornar més que ocasionalment i el comerç al riu es va centrar a Albreda (que era francesa) amb vaixells privats mercants britànics operant al llarg del riu. En les guerres Anglo-Franceses entre 1793 i 1815, bona part del comerç del riu Gàmbia va quedar en mans dels mercants americans que podien comerciar amb les dues parts sota una bandera neutral (o fins i tot sota una bandera de conveniència no neutral quan convenia) i van poder vendre tabac de Virgínia i rom de Nova Anglaterra més barat. Fins i tot la guerra entre Gran Bretanya i els Estats Units no va poder eliminar la presència americana; el març de 1814 un vaixell americà va atacar un dipòsit de Liverpool a Saint Louis amb resultat incert; el mateix vaixell americà, que se suposa que pertanyia a James Wolf de Rhode Island, va aparèixer al riu Gàmbia poc després sota bandera espanyola, i va carregar 400 esclaus. El 1815 el Congrés de Viena va confirmar la sobirania britànica sobre Fort James i la seva zona d'influència tot i que feia 36 anys que els britànics n'estaven absents. Per compensar el desavantatge dels britànics que des de 1807 no podien participar en el comerç d'esclaus, amb relació a vaixells d'altres nacions, el 20 de juliol de 1815 el secretari d'estat de colònies, Earl de Bathurst, va autoritzar al governador McCarthy de Sierra Leone a reocupar Fort James o un altre lloc a la zona que oferís més avantatges als britànics.
El març de 1816 un destacament del Royal African Corps procedent de Gorée, manat pel capità Alexander Grant, va arribar al riu Gàmbia i després d'una inspecció va decidir que l'illa de Banjul a la boca del riu, era millor que James Island, disposava d'aigua i era més fàcil de defensar i de controlar el comerç del riu. L'abril es va negociar un acord amb el reietó local de Kombo, que va cedir l'illa de Banjul als britànics, que la van rebatejar com antigament, illa de Santa Maria (Saint Mary Island).
L'illa de Santa Maria (Saint Mary Island) ja el 1651 havia estat cedida pel rei de Kombo a Curlàndia (s'havia fundat un fort anomenat Fort Bayona que fou abandonat uns anys després). Nominalment la zona pertanyia als britànics per cessió (1664) de Curlàndia (i renúncia de possibles drets d'Holanda), però de fet havia estat abandonada i fou necessari un nou acord amb el rei de Kombo que la dominava efectivament. A la zona de l'antic fort els britànics van fundar (23 d'agost de 1816) una població com a centre comercial i base per a la supressió del tràfic d'esclaus; se li va donar el nom de Bathurst, en honor de Lord Henry Bathurst, el secretari de l'Oficina Colonial Britànica (British Colonial Office), nom que va subsistir fins al 1973 quan fou canviat a Banjul (que era el nom indígena de l'illa de Santa Maria). La colònia de Fort James va agafar el nom de colònia de Bathurst però la seva situació era un pel estranya, ja que tècnicament pertanyia a la Companyia de Mercaders Comerciant a l'Àfrica, que estava gairebé extingida (però el govern britànic no volia fer més despesa agafant una responsabilitat directe).
Durant cinc anys la colònia de Bathurst va estar administrada de facto des de Sierra Leone però sense formar part d'aquesta colònia; Alexander Grant, que fou governador bona part del temps, com a comandant de l'establiment del Gàmbia, va fer créixer la colònia, que no obstant tenia un alt percentatge de suïcidis; el 1818 el governador de Sierra Leone, Maccarthy, va establir (subjecte a la seva autoritat) una cort local, un govern civil per la ciutat de Bathurst, i un Committee of Merchants (Comitè de Mercaders) per assessorar al comandant de l'establiment.

### Gàmbia dependent de Sierra Leone
El 17 d'octubre de 1821, en la reorganització administrativa de l'Àfrica Occidental, la colònia de Bathurst fou rebatejada Gambia (Gàmbia) i posada jurídicament sota dependència del governador de Sierra Leone (resident a Freetown), situació que va persistir fins al 1843. L'illa de Lemaine fou annexionada el 14 d'abril de 1823 per servir com a colònia penal i fou anomenada McCarthy Island en honor del governador de Sierra Leone. Els britànics temien un enfrontament amb els francesos de Fort Albreda i van demanar al rei de Barra la cessió d'un territori per establir una posició militar a la riba nord; El 15 de juny de 1826 el cap local, Burungai Sonko, va cedir un territori a la regió de Barra conegut com a "Ceded Mile" (una milla d'ample entre Junnak Creek a l'oest i Jakadu Creek a l'est, excloent Albreda que quedava parcialment enclavada a la zona), territori que de fet no fou ocupat més que en un punt concret, mentre que al contrari, la guarnició de James Island fou retirada el 1829, i només a Barra es va mantenir la posició militar britànica de caràcter no permanent anomenada Fort Bullen (del nom de Charles Bullen el comandant del vaixell britànic HMS Maidstone que havia forçat l'acord), junt amb una petita població al costat amb alguns residents procedents de Bathurst.
El 1827 el Major-General Sir Neil Campbell, Governador de Sierra Leone, va adquirir per un tractat amb el rei de Brikama, un petit territori a la riba sud del Gàmbia, enfront de McCarty Island i concessions al port de Fattatenda a la part alta del riu. El tractament dels comerciants a la Ceded Mile no fou satisfactori i el 1830 els britànics van decidir suspendre el subsidi anual a Burungai Sonko (100 Lliures anuals) el que va forçar al rei a ser més transigent. El 1832 després d'una guerra amb els mandings a la riba nord, la Ceded Mile es va estendre fins a l'oceà Atlàntic, i a l'interior es va fundar Fort George a l'illa de McCarty, uns posició militar destacada, però aïllada. El fort va derivar en una població de nom Georgetown a l'illa de McCarthy que de vegades també fou anomenada Georgetown (el 1995 un decret va canviar el nom de la ciutat i de l'illa a Janjanbureh)
L'administració de Gàmbia des de Freetown no va ser satisfactòria: les comunicacions eren difícils i els corrents i els vents feien el trajecte entre Bathurst i Freetown un viatge complicat i llarg. Degut a això el comandant de Bathurst va rebre autorització especial el 1827 per tenir els contactes directament amb el secretari d'estat i el 1829 va agafar el títol de "Tinent governador", però la colònia va romandre formalment dependent de Sierra Leone i la legislació local havia de ser enviada a Freetown per confirmació o possible revisió pel consell legislatiu, i els casos civils i penals més importants continuaven sent jutjats per jutges de Sierra Leone. Tot això comportava complicacions i pèrdues de temps i el 1842 un comitè parlamentari va recomanar que Gàmbia fos separada de Sierra Leone, amb el seu propi governador, consells legislatiu i executiu, i poder judicial.

### Gàmbia, colònia separada
Finalment l'11 d'abril de 1843 es van atendre aquestes recomanacions i Gàmbia va esdevenir colònia separada. La formaven l'illa de Saint Mary, l'estació de convalescència de Cape Saint Mary (adquirida de facto el 1821 i regularitzada per tractat el 1827), Kombo Britànic (la zona del Cap, ocupada progressivament i declarada terra de la corona el 13 de juliol de 1840), Ceded Mile, McCarthy Island, James Island, Dog Island i alguna illa més al Gàmbia. La colònia de Gàmbia incloent la mal definida zona d'influència, tenia uns 170 km² o unes 69 milles quadrades.
La colònia havia augmentat en mida als darrers anys però també en població, ja que acollia als esclaus que fugien o els que es refugiaven dels traficants a tot l'entorn (un flux relativament intens entre 1820 i 1839) fins que el governador William Mackie va limitar la immigració indiscriminada. Bathurst va ser àrea d'assentament d'un gran nombre de captius alliberats pels esquadrons anti-esclavatge i portats a Sierra Leone, però també d'un bon nombre d'indesitjables d'aquest territori enviats a Gàmbia; aquests captius alliberats van ser la mà d'obra que va construir Bathurst però també fou el nucli principal de la seva primera població. El 1857 els francesos van decidir abandonar Fort Albreda i per una convenció franco-anglesa signada el 19 de maig de 1857 van cedir la zona als britànics a canvi de la renúncia britànica a Portendic, un port de Mauritània centre del comerç de la goma aràbiga.

### Gàmbia part dels Establiments Britànics de l'Àfrica Occidental
El 19 de febrer de 1866, a causa de l'informe d'un altre comitè parlamentari, Sierra Leone, Gàmbia (colònia), Costa d'Or i Lagos foren unides administrativament sota l'autoritat del governador de Sierra Leone, titulat "governador en cap" (Governor-in-Chief) dels Establiments Britànics de l'Àfrica Occidental; el governador de Gàmbia fou designat llavors com "Administrator", assistit per un petit consell assessor.
En aquest mateix any 1866 el govern britànic negociava la cessió de Gàmbia a França a canvi de diverses possessions franceses al llarg de la costa africana; això era causat perquè entre meitat dels anys 1850 (i fins després de 1880) la regió es va veure embolicada en les guerres soninké-marabut que van afectar el comerç amenaçant tota la colònia, encoratjant als favorables a la cessió de Gàmbia; les negociacions van durar dues dècades amb una forta divisió entre les autoritats britàniques i fins i tot dins el govern, però com que el preu que s'exigia era molt alt les negociacions es van acabar trencant (encara duraven el 1876) i Gàmbia va romandre britànica. En tot aquest temps el govern britànic no va fer inversions a la colònia (que en cas de cessió haurien estat inútils).

### Gàmbia part de Sierra Leone
El 1874 Lagos i Costa d'Or foren separats de Sierra Leone, però tot i que les comunicacions eren ara més ràpides el control centralitzat a Freetown es va demostrar poc pràctic.

### Gàmbia colònia separada
El 28 de novembre de 1888 es va restablir la colònia separada amb la mateixa superfície i territoris que havia tingut entre 1843 i 1866. Gàmbia tenia des de feia uns 15 anys un superàvit en els seus comptes que havien servit per eixugar el dèficit de Sierra Leone.
El 1889 una convenció anglo-francesa va establir els límits de Gàmbia, indicant-se per més o menys la meitat del seu llarg que tindria deu kilòmetres per cada costat del riu. Els territoris que no formaven part de la colònia (uns 10.000 km² o 4000 milles quadrades) foren declarats protectorat. El govern de la colònia sobre les noves àrees adquirides, era impossible i es van designar dos comissionats, un per la riba nord i un per la riba sud. Per una Order-in-Council de novembre de 1893, el consell legislatiu de Gàmbia fou empoderat per promulgar Ordenances per l'administració del Protectorat.
La Protectorate Ordinance de 28 de desembre de 1894, que establia el govern indirecte britànic en l'administració de Gàmbia, declarava que totes les lleis i costums natives estarien en vigor en el territori del protectorat (excepte les que repugnessin a la justícia natural i no fossin incompatibles amb cap ordenança de la colònia que fos aplicable al territori del protectorat) i tindrien el mateix efecte que les regulacions fetes sota la pròpia ordenança. Ordenances posteriors publicades a la Gaseta del Govern, van estendre al protectorat les lleis de la colònia i les regulacions aplicables. La Ordenança 30 de 1913 va compilar totes les ordenances prèvies i va posar juntes de manera sistemàtica totes les provisions en una sola ordenança del Protectorat.
L'11 de gener de 1901 es va formar administrativament la Colònia i Protectorat de Gàmbia sota un governador que era al mateix temps el governador de la colònia, i que fins aleshores era titulat "administrador". Un altre moment important en la història administrativa de Gàmbia fou el nomenament de Herbert Tichmond Palmer com a governador el 1933. Palmer va emetre un Memoràndum polític per servir de guia als comissionats i altres oficials del govern treballant al protectorat i una sèrie d'ordenances per portar al protectorat en la línia de les teories administratives de Lord Lugard i Sir Donald Cameron. Encara que les regulacions de Palmer van portar pocs canvis immediats amb relació a l'ordenança de 1913 (que fou repetida el 1935) si que va canviar l'actitud de l'administració. Es va subratllar expressament la distinció entre els aparells administratius de la colònia i el protectorat i es van iniciar mesures efectives per definir les autoritats natives i el Institut de Tresoreries Natives.
El 1946 es van introduir canvis que van permetre la paritat dels membres no oficials administratius del Consell Legislatiu (des de 1915 seien al consell 3 membres no oficials nomenats, 2 representants dels africans de Bathurst, i 1 representant dels interessos comercials). A més a més de la paritat de membres no oficials, un membre fou elegit per representar Bathurst, Kombo i St. Mary. El protectorat fou representat per quatre membres no oficials. El 1951 es va afegir un nou representant per Kombo-Bathurst.
Després de la II Guerra Mundial, els vents de canvi van arribar a Gàmbia. El 1954 una nova constitució fou introduïda que permetia una majoria electe de no oficials al consell legislatiu amb set representants de la colònia i set del Protectorat. Els dels Protectorat foren seleccionats per una complicat procediment indirecte; el nou sistema constituïa un important pas cap a la integració del Protectorat i la Colònia, i també reorganitzava una majoria de no oficials per ser nomenats pel governador després de consultar amb els membres electes del Consell Legislatiu. A més a més tres membres no oficials del Consell Executiu eren ministres d'estat i les seves responsabilitats ministerials foren retingudes. El següent pas fou la constitució de 1960 que va establir una Cambra de Representants conjunta per la colònia i el protectorat amb eleccions als dos sobre la base del sufragi universal dels adults; els caps van poder elegir 8 membres de la Cambra en deferència de la teoria de l'Autoritat Nativa; es va establir la responsabilitat ministerial per membres no oficials del Consell Executiu.
Després de la Conferència Constitucional de Londres de 1961 es va acordar concedir un complet autogovern. Es van celebrar eleccions el maig de 1962 que van donar la majoria al People's Progressive Party a la Cambra de Representants, i David (després Dawda) Jawara va esdevenir primer ministre. El 3 d'octubre de 1963 es va establir l'autonomia que va portar a la independència el 18 de febrer de 1965 amb la reina d'Anglaterra com a cap d'estat fins a la proclamació de la república el 24 d'abril de 1970.

## Comandants de Bathurst
- 1816 - 1826 Alexander Grant
- 1826 - 1829 Alexander Findlay
- 1829 W. Hutton (interí)
- 1829 - 1830 Capità James Jackson (interí)

## Tinents Governadors
- 1830 Alexander Findlay
- 1830 - 1837 George Rendall
- 1837 - 1839 Anthony Clogstoun (interí)
- 1839 William Mackie
- 1839 - 1840 Thomas Lewis Ingram (interí)
- 1840 - 1841 Sir Henry Vere Huntley
- 1841 - 1843 Thomas Lewis Ingram (segona vegada, interí)

## Governadors
- 1843 Henry Froude Seagram
- 1843 Thomas Lewis Ingram (tercera vegada, interí)
- 1843 - 1844 Edmund Nash Norcott
- 1843 - 1844 Thomas Lewis Ingram (quarta vegada, substitut de Norcott)
- 1844 John Mantell (interí)
- 1844 - 1847 Charles Fitzgerald
- 1847 Thomas Lewis Ingram (cinquena vegada, interí)
- 1847 - 1851 Sir Richard Graves MacDonnell
- 1851 - 1852 Sir Arthur Edward Kennedy
- 1852 - 1859 Luke Smythe O'Connor
- 1859 D. Robertson (interí)
- 1859 - 1866 George Abbas Kooli D'Arcy

## Administradors
- 1866 - 1869 Charles George Edward Patey
- 1869 - 1871 Alexander Bravo (interí)
- 1871 - 1873 Jeremiah Thomas Fitzgerlad Callaghan
- 1873 - 1875 Cornelius Hendricksen Kortright
- 1875 - 1877 Sir Samuel Rowe
- 1875 - 1877 Henry Towry Miles Cooper (substitut per absència de Rowe)
- 1877 - 1884 Valesius Skipton Gouldsbury
- 1884 - 1886 Sir Cornelius Alfred Moloney
- 1886 - 1888 Sir James Shaw Hay
- 1888 - 1891 Sir Gilbert Thomas Carter
- 1891 - 1900 Sir Robert Baxter Llewelyn
- 1900 - 1901 Sir George Chardin Denton

## Governadors
- 1901 - 1911 Sir George Chardin Denton
- 1911 - 1914 Henry Lionel Galway
- 1914 - 1920 Edward John Cameron (1916, Sir Edward John Cameron)
- 1920 Herbert Henniker-Heaton (interí)
- 1921 - 1927 Sir Cecil Hamilton Armitage
- 1927 - 1928 Sir John Middleton
- 1928 - 1930 Sir Edward Brandis Denham
- 1930 - 1934 Sir Herbert Richmond Palmer
- 1934 - 1936 Arthur Frederick Richards (1935, Sir Arthur Frederick Richards)
- 1936 - 1942 Sir Wilfred Thomas Southorn
- 1942 - 1947 Hilary Rudolph Robert Blood (1944, Sir Hilary Rudolph Robert Blood)
- 1947 - 1949 Andrew Barkworth Wright (1948, Sir Andrew Barkworth Wright)
- 1949 - 1958 Percy Wyn-Harris (1952, Sir Percy Wyn-Harris)
- 1958 - 1962 Sir Edward Henry Windley
- 1962 - 1965 John Warburton Paul (1962, Sir John Warburton Paul)